# 瓦莱-弗雷绍苏
瓦莱-弗雷绍苏是葡萄牙布拉干萨区的一个堂区。总面积22.51平方公里，总人口241人，人口密度10.7人/平方公里。